# Соглашение по полезным ископаемым между США и Украиной
Сделка по добыче полезных ископаемых между США и Украиной, или «Ресурсная сделка США и Украины» — соглашение между США и Украиной о получении США доступа к полезным ископаемым на территории Украины (редкоземельным металлам, углю и т. п.) в обмен на некоторые выгоды для Украины.

## Подготовка соглашения
В октябре 2024 года президент Украины Владимир Зеленский в рамках своего мирного плана заявил, что предлагаемое им соглашение о защите с США и ЕС должно включать инвестиции в добычу на территории Украины ценных ресурсов, включая литий, уран и титан.
3 февраля 2025 года президент США Дональд Трамп заявил о том, что США собираются заключить с Украиной сделку, в результате которой Украина обеспечит предоставляемую США помощь своими минеральными ресурсами.

### Варианты соглашения
12 февраля 2025 года глава Минфина США Скотт Бессент предоставил Украине проект соглашения, которое предусматривало получение США в качестве возмещения потраченных на военную и гуманитарную помощь Украине средств доход от добычи украинских полезных ископаемых в размере 500 млрд долларов. Проект предусматривал создание фонда реконструкции, 100 % доходов от которого получали бы США в счёт оплаты оказанной Украине финансовой и военной помощи. При этом США не брали на себя никаких обязательств по защите Украины. Предложение вызвало возмущение как на Украине, так и у европейских чиновников, и было отвергнуто, что, в свою очередь, вызвало недовольство Дональда Трампа.
Второй вариант соглашения представили Украине посланник Трампа по Украине и России Кит Келлог и вице-президент США Джей Ди Вэнс в ходе Мюнхенской конференции по безопасности. Этот проект также не предусматривал обязательств США по защите Украины (кроме защиты ресурсов), но в нём не было очевидной увязки с доступом к ресурсам как средства оплаты «долга» Украины перед США.
Третий вариант, разработанный министром торговли США Говардом Лютником, содержал требование Украине о передаче 50 % будущих государственных доходов от природных ресурсов и инфраструктуры, в том числе портов, в инвестиционный фонд, собственником которого будет правительство США. Взносы в этот фонд будут производиться, пока не будет достигнута сумма в 500 миллиардов долларов.
Как заявили украинские чиновники 25 февраля 2025 года, после отказа США от потенциального дохода от добычи полезных ископаемых в объёме 500 млрд долларов США, украинская сторона готова заключить сделку.
В соответствии с последней версией договора от 24 февраля 2025 года, будет создан фонд, в который украинская сторона будет вносить 50 % доходов от продажи государственных полезных ископаемых (в том числе нефти и газа) в фонд, который будет вкладывать средства в проекты внутри Украины.
Под действие сделки не подпадают те ископаемые, которые уже приносят доход Украине.
В тексте соглашения отсутствуют явно прописанные гарантии безопасности, на которых изначально настаивала украинская сторона. В договоре также не прописан объём доли США в фонде.
Украинская сторона заявила, что соглашение получило одобрение министров экономики, иностранных дел и юстиции.
23 марта 2025 года США передали Украине новый проект: соглашение распространяется на все природные ресурсы Украины, включая нефть и газ. Помимо этого, в соответствии с документом американская сторона будет контролировать инвестиции в секторы, связанные с переработкой и транспортировкой природных ресурсов, включая порты, шахты и дороги. Материальная и финансовая помощь, оказанная США Украине после начала вторжения России на Украину, рассматривается как вклад в специальный инвестиционный фонд, который будет заниматься распределением доходов от природных ресурсов, при этом США получат приоритетное право требования прибыли. Украинская сторона будет отчислять в фонд 50 % своей прибыли от всех новых проектов в области природных ресурсов. До момента окупаемости инвестиций США будут получать 50% всей прибыли и 4% годовых. В новом проекте отсутствуют гарантии безопасности для Украины. Владимир Зеленский сообщил, что новый проект требует подробного изучения.
1 апреля 2025 года министр иностранных дел Украины Андрей Сибига заявил, что работа над условиями сделки продолжается с обеих сторон, и присутствие американского бизнеса на Украине положительно скажется на безопасности страны.
9 апреля 2025 года Владимир Зеленский заявил, что в рамках сделки по полезным ископаемым рассматривает покупку американского вооружения на сумму от 30 до 50 млрд долларов США, в том числе 10 систем ПВО в качестве гарантий безопасности. С его слов, он уже предложил американской стороне такую сделку.

## Встреча Зеленского и Трампа (2025)
25 февраля 2025 года Дональд Трамп подтвердил, что Владимир Зеленский планирует прибыть в США 28 февраля для подписания соглашения.
В результате перепалки Владимира Зеленского и Дональда Трампа в СМИ сообщалось об отмене подписания документа.

## Подписание
30 апреля 2025 года соглашение было подписано сторонами, согласно которому США получат доступ к минеральным ресурсам Украины. В соответствии с соглашением, за Украиной сохранится контроль над национальными богатствами, государственные предприятия продолжат принадлежать государству. Будет создан совместный инвестиционный фонд, в который украинской стороной будет внесено 50% за счёт роялти от лицензий на добычу минеральных ресурсов, а также разработку нефтяных и газовых месторождений.
Согласно заявлениям украинской стороны, соглашение между странами ориентировано на будущую военную помощь. Трамп, в свою очередь, заявил, что сделка позволит компенсировать 120 млрд долларов американских налогоплательщиков, направленных Украине в качестве военной помощи с начала вторжения России.
1 мая 2025 года депутат Верховной Рады Украины Ярослав Железняк распространил текст соглашения.